# Sainte-Croix-aux-Mines
Sainte-Croix-aux-Mines (en alsacià Sànkriz) és un municipi francès, situat a la regió del Gran Est, al departament de l'Alt Rin. L'any 2014 tenia 2.004 habitants. Pertany a la zona welche d'Alsàcia.

## Demografia
| 1962  | 1968  | 1975  | 1982  | 1990  | 1999  | 2006  | 2014  |
| ----- | ----- | ----- | ----- | ----- | ----- | ----- | ----- |
| 2.399 | 2.261 | 2.332 | 2.010 | 1.932 | 2.035 | 2.049 | 2.004 |

## Administració
| Període   | Identitat      | Partit        |
| --------- | -------------- | ------------- |
| 2001-2014 | Agnès Henrichs | MoDem         |
| 2014-     | Claude Schmitt | Divers droite |